# Корейська народна армія
Корейська народна армія (кор. 조선 인민군 — Чосон інмінгун) — збройні сили Північної Кореї та воєнізоване крило Трудової партії Кореї. Складаються з Сухопутних військ, Повітряних та протиповітряних сил, Військово-морських сил, Сил спеціальних операцій а також з 2012 — Стратегічних ракетних військ. Нею керує Центральна військова комісія ТПК, яку очолюють генеральний секретар ТПК і президент Державних справ; обидва пости зараз обіймає Кім Чен Ин.
Загальна чисельність кадрових військовослужбовців в армії становить, за різними оцінками, від 850 до 1200 тисяч осіб. У резерві налічується близько 4 000 000 осіб. Переважна частина військ розташована в районі Демілітаризованій зоні на кордоні з Південною Кореєю. 
Оскільки після закінчення Корейської війни в 1953 країна знаходиться в стані тимчасового перемир'я, збройні сили знаходяться в постійній бойовій готовності, періодично проводячи різного роду дрібні операції проти супротивників КНДР. Однак у березні 2013 року Верховний Головнокомандувач Корейської народної армії Кім Чен Ин заявив, що розірвав усі угоди про ненапад, укладені з Південною Кореєю, а також анулював договір про денуклеаризацію півострова через наростаючий конфлікт з Південною Кореєю і США.

## Історія
В КНДР історію існування Корейської народної армії відраховують від створення антияпонської народної партизанської армії (АНПА), створеної 25 квітня 1932 на базі партизанських загонів корейських комуністів, які боролися проти японських окупантів на території Маньчжурії, де проживало понад 1 млн корейців, і в північних районах Кореї.
Північнокорейці стверджують, що в 1934 вона була перетворена в Корейську народно-революційну армію (КНРА). Згідно північнокорейської історіографії, КНРА у взаємодії з китайськими народно-революційними силами провела на північному сході Китаю ряд операцій проти японських окупантів. Одним з командирів КНРА, згідно з північнокорейської історіографії, був Кім Ір Сен. У Північній Кореї заявляють, що в 1945 вона брала участь спільно з військами Радянської Армії в боях проти «імперіалістичної Японії».
Історик А. Ланьков заперечує саме існування КНРА, відносячи всю діяльність антияпонських партизан у Манчжурії в період 1932 — 1941 років на рахунок антияпонської народної партизанської армії..

Корейська армія в Шеньяні

З іншого боку, в 1939 році в Яньані, Китай, був сформований Корпус Корейських Добровольців під командуванням  Кім Му Чжона і Кім Ду Бона, який мав до 1945 року чисельність до 1000 багнетів. Після поразки Японії корпус об'єднався з частинами китайських комуністів у Манчжурії і до вересня 1945 року поповнив свою чисельність до 2500 осіб (за рахунок корейців Манчжурії та північній Кореї. Однак розпочата в жовтні 1945 року спроба організованого проходу корпусу в Корею була негативно зустрінута радянською владою.
На початку 1946 року Тимчасовий народний комітет Північної Кореї став створювати перші регулярні військові частини. Перші частини комплектувалися на основі принципу добровільності. У середині 1946 року була сформована одна піхотна бригада і дві школи з підготовки командного та політичного складу для армії.
В 1947 — 1949 роках остаточно сформувалася Корейська народна армія. Були додатково сформовані піхотна дивізія, окрема танкова бригада, окремі артилерійський, зенітний-артилерійський та інженерний полки, полк зв'язку; почалося формування ВПС та ВМС. До складу КНА були включені 5-а і 6-а корейські піхотні дивізії, які у складі Народно-визвольної армії Китаю брали участь у Громадянській війні в Китаї.
У першій половині 1950 року, у зв'язку з напруженістю у відносинах з Південною Кореєю, було закінчено переформування армії КНДР. Загальна її чисельність разом з військами Міністерства внутрішніх справ до початку війни становила 188 тис. осіб:
- Сухопутні війська (чисельністю в 175 тис. осіб) мали у своєму складі 10 піхотних дивізій (1, 2, 3, 4, 5, 6, 10, 12, 13, 15-та), з них 4 (1-ша, 10-та, 13-та, 14-та) в стадії формування, 105-у танкову бригаду, 1 мотоциклетний полк та інші підрозділи. на озброєнні сухопутних військ перебували 258 танків і 1600 гармат та мінометів[8].
- ВПС (2829 осіб) складалися з однієї авіадивізії і 239 літаків (93 штурмовика Іл-10, 79 винищувачів Як-9, 67 спеціальних літаки).
- ВМФ (10 307 осіб) мали в своєму складі 4 дивізіони кораблів.

Керівництво збройними силами здійснювалося Міністерством оборони через Генеральний штаб і командувачів видами збройних сил і родів військ.
25 червня 1950 року КНА вторглася в Південну Корею. Під час Корейської війни (1950 — 1953) КНА перетворилася на кадрову армію. 481 воїну було присвоєно звання Героя КНДР, понад 718 тис. осіб було нагороджено орденами та медалями. Втрати під час війни склали понад півмільйона людей. 8 лютого довгий час відзначався в КНДР як день КНА.